# Jean Frédéric d'Aragon
Jean Frédéric d'Aragon, mort en 1366, est un noble catalan (la langue, selon les uns) ou catalan (de la principauté, d’après d’autres), fils d'Alphonse Frédéric d'Aragon, vicaire-général des duchés d'Athènes, de Néopatrie, et de Marulla de Vérone (en). Il est seigneur d'Égine et de Salamine.